# Andrew Hutchinson
Andrew Hutchinson, född 24 mars 1980 i Evanston, Illinois, är en amerikansk professionell ishockeyspelare som spelar för Barys Astana i KHL. Han valdes av Nashville Predators i den andra rundan i 1999 års NHL-draft som 54:e spelare totalt.
Hutchinson, som är back till positionen, har tidigare spelat för NHL-lagen Nashville Predators, Carolina Hurricanes, Dallas Stars och Pittsburgh Penguins.

## Klubbar
- Michigan State Spartans 1998–2002
- Toledo Storm 2002
- Milwaukee Admirals 2002–2005
- Nashville Predators 2003–04
- Carolina Hurricanes 2005–2007
- Hartford Wolf Pack 2007–08
- Norfolk Admirals 2008–09
- Dallas Stars 2008–09
- Texas Stars 2009–10
- Pittsburgh Penguins 2010–11
- Wilkes-Barre/Scranton Penguins 2010–11
- Barys Astana 2011–